# Markus Virta
Markus Virta, född 1 januari 1983 i Lindesberg, är en svensk teaterregissör översättare och musikalartist utbildad vid Balettakademin i Göteborg. Han är särskilt uppmärksammad för sina regiinsatser inom musikalgenren, där flera av hans uppsättningar har haft svensk urpremiär. Mest känd är han för Så som i himmelen, som hade premiär på Oscarsteatern i Stockholm 2018 och har spelats internationellt.

## Biografi
Virta är uppvuxen i Lindesbergs kommun. Under uppväxten engagerade han sig i amatörteater. Han utbildade sig till musikalartist vid Balettakademin i Göteborg till 2005. Därefter och fram till 2014 var Virta frilansande musikalartist och från 2011 är han verksam som teaterregissör.
Han arbetade på scener i Sverige, Finland och Danmark, bland annat vid Åbo Svenska Teater och Svenska Teatern i Helsingfors. Parallellt med sitt skådespelararbete började han regissera, med debut 2011 i Rasmus på luffen på Åbo Svenska Teater.

## Regi och uppsättningar
Virta har regisserat ett flertal musikaler och teaterföreställningar, ofta i samband med svenska eller nordiska urpremiärer av internationella verk.
Urval av regiuppsättningar (i kronologisk ordning)
- 2011 – Rasmus på luffen, Åbo Svenska Teater
- 2013 – Blodsbröder, Teater Västernorrland
- 2014 – The Last 5 Years, Åbo Svenska Teater
- 2015 – Parade, Wermland Opera
- 2015 – En Gentlemans Handbok i Kärlek & Mord, Wermland Opera
- 2015 – Candide, Den Fynske Opera
- 2017 – Ingvar!, Wasa Teater
- 2018 – Gentlemannen – En Musikalkomedi om Kärlek & Mord, Oscarsteatern
- 2018 – Så som i himmelen, Oscarsteatern
- 2018 – Something Rotten!, Wermland Opera
- 2019 – Spelman på taket, Wasa Teater
- 2020 – Måndag hela veckan, Wermland Opera
- 2020 – Come From Away, Östgötateatern (skandinavisk premiär)
- 2021 – Next to Normal, Svenska Teatern, Helsingfors
- 2022 – Come From Away, Den Nationale Scene, Bergen (norgepremiär)
- 2022 – Assassins, Den Nationale Scene
- 2023 – Hundraåringen som klev ut genom fönstret och försvann[4], Wermland Opera (världspremiär)

- 2024 – Beetlejuice, Östgötateatern (svensk urpremiär)
- 2025 – Matilda, Svenska Teatern
- 2025 – Dear Evan Hansen, Intiman

## Stil och arbetsmetod
Virta beskriver sin regimetod som samarbetsinriktad, där han föredrar att arbeta nära ensemblen och låta processen forma det konstnärliga uttrycket. Han har i intervjuer betonat vikten av berättandets emotionella kärna samt scenens visuella värld. Enligt Östgötateatern kännetecknas hans arbete av en hög grad av precision och samverkan mellan scenens olika element. Han har också beskrivits som en regissör som "lyfter varje individs uttryck" i ensemblen.

## Påverkan och erkännande
Markus Virta har genom sina regiuppsättningar haft ett betydande inflytande på den svenska teater- och musikalscenen. Hans produktioner har ofta hyllats för sin visuella kreativitet, starka berättande och sceniska precision. Uppsättningen Så som i himmelen på Oscarsteatern 2018 fick särskilt mycket beröm och har blivit en av de mest populära musikalerna på svenska scener under 2010-talet.